# Luigi Piccioni (storico)
Luigi Piccioni (Avezzano, 23 settembre 1959) è uno storico italiano.

## Biografia
Nel 1986 ha conseguito la laurea in Lettere, presso l'Università di Roma La Sapienza, discutendo una tesi, sulla Marsica durante il viceregno spagnolo (relatore Rosario Villari), che avrebbe pubblicato nel 1999. Vincitore di una borsa di studio conferitagli dall'Istituto Italiano di Studi Storici, si è successivamente perfezionato presso la Scuola Normale Superiore di Pisa. Anche la tesi di perfezionamento, il cui tema verteva sulle dinamiche del primo movimento italiano per la protezione della natura, sarebbe stata pubblicata nel 1999. Sulla tematica storico-ambientalista ha vinto un'ulteriore borsa di studio presso la Fondazione Benetton di Treviso. È professore associato presso l'Università della Calabria, dove svolge attività di docenza in materie storiche dal 2000. 
Dopo essersi occupato dell'Appennino in chiave socio-economica, con particolare riferimento alla pastorizia in età moderna, ha spostato la propria attenzione su ricerche di ecostoria, trattando in particolare, in chiave comparata, l'origine e lo sviluppo dei parchi nazionali in Europa, anche attraverso lo studio della vita e dell'opera dei principali esponenti del primo movimento per la conservazione naturalistica. In tale ambito ha dedicato monografie a figure di spicco della storia del Parco Nazionale d'Abruzzo e del Parco Nazionale del Gran Paradiso, quali Erminio Sipari, artefice del primo, e Renzo Videsott, lungamente direttore del secondo. Si è tuttavia soffermato anche su figure più recenti del panorama scientifico-ambientalista italiano, come Giorgio Nebbia, Franco Pedrotti, Aurelio Peccei e Antonio Cederna.
Nel 1996 - nel corso di un periodo di collaborazione con il Centro Nuovo Modello di Sviluppo coordinato da Francesco Gesualdi - ha curato e tradotto, per Feltrinelli, il volume di Jeremy Brecher e Tim Costello, Contro il capitale globale, che ha registrato quattro edizioni  . 
Dal 2020 dirige la rivista digitale "Altronovecento. Ambiente Tecnica Società", edita dalla Fondazione Luigi Micheletti di Brescia e fondata da Giorgio Nebbia e Pier Paolo Nebbia. E' vicepresidente della Società italiana di storia della fauna ed è stato tra i promotori e fondatori della Società italiana di storia ambientale.

## Opere principali
- Parchi naturali. Storia delle aree protette in Italia, Bologna, Il Mulino, 2023.
- Cento anni di parchi. Scritti di storia delle aree protette italiane, Università di Camerino, Camerino 2022 (online).
- The Beloved Face of the Country. The First Movement for Nature Protection in Italy, 1880-1934, Winwik, White Horse Press, 2020.
- Sindacato ambiente sviluppo. La Cgil Abruzzo, i parchi e le origini della riserva Monte Genzana-Alto Gizio 1979-1996, Ediesse, Roma 2019.
- Chiesa ed ecologia 1970-1972: un dialogo interrotto, Fondazione Luigi Micheletti, Brescia 2018 («Quaderni di altronovecento», n. 10; online).
- La natura come mestiere. Tre generazioni di guardiaparco in Abruzzo, in «Quaderni storici», LIII (2018), n. 1, pp. 163-192.
- Cronologia di “altronovecento” di storia dell’ambientalismo 1854-2000, Fondazione Luigi Micheletti, Brescia 2017 («Quaderni di altronovecento», n. 7; online Archiviato il 6 luglio 2019 in Internet Archive.).
- Only One Earth: The Holy See and Ecology, in International Organizations and Environmental Protection. Conservation and Globalization in the Twentieth Century, a cura di Jan-Henrik Meyer e Wolfram Kaiser, Berghan Books, New York-Oxford 2017, pp. 128-152.
- Protectionism and the protection of nature in Italy over the end of nineteenth and the first half of the twentieth centuries, in Marco Armiero e Marcus Hall (a cura di), Nature and History in Modern Italy, Ohio University Press, Athens 2010, pp. 251-268.
- Regioni e aree protette, in L’Italia e le sue regioni. II. Territori, a cura di Mariuccia Salvati e Loredana Sciolla, Istituto dell’Enciclopedia Italiana, Roma 2015, pp. 347-65 (online).
- The rise of European environmentalism: a cosmopolitan wave, 1865-1914, in «Ekonomska i ekohistorija», X (2014), n. 1, pp. 7-15 (online).
- Domenico Rudatis e la “Storia dello sport dell’arrampicamento”, nel sito «La Storia dell’arrampicamento (1930-31)»  messo in rete il 27.2.2014 (online).
- Ninety Years of the Abruzzo National Park 1922-2012. Proceedings of the Conference Held in Pescasseroli, May 18-20, 2012, Cambridge Scholars Publishing, Newcastle upon Tyne 2013 (curatore).
- I limiti dello sviluppo in Italia. Cronache di un dibattito 1971-1974, Fondazione Luigi Micheletti, Brescia 2011 (con Giorgio Nebbia; «Quaderni di altronovecento», n. 1; online).
- Cento anni di parchi nazionali in Europa e in Italia. Atti del colloquio tenutosi a Cosenza il 12.2.2010, ETS, Pisa 2011 (curatore; online).
- Primo di cordata. Renzo Videsott dal sesto grado alla protezione della natura, Temi, Trento 2010 (online).
- Visioni e politiche della montagna nell'Italia repubblicana, in «Meridiana», XVI (2002), n. 44, pp. 125-161 (online).
- La natura come posta in gioco. La dialettica tutela ambientale-sviluppo turistico nella storia della "regione dei parchi", in «Storia d'Italia. Le regioni. Abruzzo», a cura di Massimo Costantini e Costantino Felice, Einaudi, Torino 2000, pp. 921-1074.
- Storia del turismo in Abruzzo. Viaggiatori, villeggianti e intellettuali alle origini del turismo abruzzese (1780-1910), Polla, Cerchio 2000 (online).
- Il volto amato della patria. Il primo movimento italiano per la tutela della natura (1883-1934), Università di Camerino, Camerino 1999 (seconda edizione aggiornata e ampliata Temi, Trento 2014; online).
- La grande pastorizia transumante, in Storia dell'Abruzzo. III. Dal 1350 al 1650, a cura di Costantino Felice, Adolfo Pepe e Luigi Ponziani, Laterza, Roma-Bari 1999, pp. 1-17 (online).
- Marsica vicereale. Territorio, economia e società tra Cinque e Settecento, Aleph, Luco dei Marsi 1999 (online).
- Erminio Sipari. Origini sociali e opere dell'artefice del Parco Nazionale d'Abruzzo, Università di Camerino, Camerino 1997 (online).
- Montagne appenniniche e pastorizia transumante nel Regno di Napoli nei secoli XVII e XVIII, in «Annali dell'Istituto Italiano per gli Studi Storici», XI (1989-90), pp. 147-234 (online).